# 幾島
幾島（文化5年6月18日（1808年7月11日） - 明治3年4月26日（1870年5月26日），江戶幕府13代將軍德川家定的正室篤姬（天璋院）的御年寄。姓「朝倉」，名「糸」（糸）。父親是薩摩藩的御側用人「朝倉孫十郎景矩」。母親是秋田藩士阿比留軍吾的女兒「民」。
自稱藤田，是島津齊宣將女兒郁姬嫁給近衛忠熙時的御年寄，一同住進京都的近衛家。嘉永3年（1850年）郁姬過世後出家為尼，院號「德淨院」，一邊服侍近衛忠熙一邊弔唁郁姬的菩提。
之後，薩摩藩主島津齊彬的養女島津篤子也是近衛忠熙當養女確定需嫁給德川家定，改名為幾島跟隨篤子陪嫁。期間，幾島以近衛家的家士「今大路孝由」的女兒之名義進入大奧工作。之後幾島成為江戶城與薩摩藩的連絡人與間諜，在西鄉隆盛透過她與江戶藩宅邸的女侍「小之島」連絡，將軍繼承問題與薩摩藩的合作上都有很大的成效。元治元年（1864年），健康嚴重下滑，隔幾年就去世。63歲在東京逝世，葬在島津家的菩提寺「大圓寺」（東京）。
但是在大奧侍女名冊中，跟隨篤子的女僕並沒有幾島這個名字。取而代之的卻是個老人「局」（つぼね），這個局可能就是今大路孝由所知的女僕中最有可能是幾島的人。畢竟公卿的養女也是上流社會人士，卻成為大奧的侍女，在她老的時候也要替她著想。
幾島的出生死亡的時間與埋葬地點長年以來皆不明，一直到2008在鹿兒島市內的唐湊墓地找到幾島的招魂墓，可以利用上面的刻銘作判斷。同一個墳墓刻銘，對於幾島生卒年也有不同的記載(文化7年出生，明治11年死亡)。與現在的納骨塔式墳墓不同，當時一個招魂墓都會同時祭祀好幾人，因此不太恰當。生卒年還是以幾島的弟弟朝倉景春所記載的碑文為主比較妥當。

## 演出演員
- 樹木希林『宛如飛翔』（1990年的NHK大河劇）
- 松坂慶子『篤姬』（2008年的NHK大河劇）
- 南野陽子『西鄉殿』（2018年的NHK大河劇）